# Gymnobela rotundata
Gymnobela rotundata é uma espécie de gastrópode do gênero Gymnobela, pertencente a família Raphitomidae.